# Olivier Leborgne
Olivier Leborgne (nome completo Olivier Claude Philippe Marie Leborgne; Nantes, 13 novembre 1963) è un vescovo cattolico francese.

## Biografia
Nato nel 1963 a Nantes, aderisce all'Association des guides et scouts d'Europe. Ordinato sacerdote nel 1991, nel 1996 viene inviato all'Institut catholique de Paris, per una licenza canonica in teologia morale.

### Ministero sacerdotale
Dopo vari incarichi diocesani, dal 1998 al 2003 è parroco alla parrocchia Sainte-Bernadette di Versailles, e in seguito vicario episcopale con l'incarico della formazione, fino al 2004. Nel 2003 è nominato vicario generale.
Nel 2010 e nel 2011, al Sinodo della diocesi di Versailles, monsignor Aumonier lo nominò segretario generale del sinodo e successivamente consigliere ecclesiastico della Confédération nationale des associations familiales catholiques. Dal novembre 2012 è prelato d'onore di Sua Santità, nominato da papa Benedetto XVI.
Viene convocato dal nunzio apostolico Luigi Ventura il 21 gennaio 2014 per domandargli, a nome di papa Francesco, se accetta di diventare vescovo di Amiens. Il 20 febbraio successivo viene annunciata la sua nomina e il 30 marzo concelebra una messa di ringraziamento e di congedo ai fedeli nella cattedrale di Versailles.

### Ministero episcopale
Eletto vescovo di Amiens il 20 febbraio 2014, è consacrato il 6 aprile dello stesso anno nella cattedrale di Amiens, consacrante l'arcivescovo Thierry Jordan, co-consacranti monsignor Jean-Luc Bouilleret e monsignor Éric Aumonier.
Dal 1º luglio 2019 è vicepresidente della Conferenza episcopale di Francia.
Il 4 settembre 2020 viene nominato vescovo di Arras.

## Genealogia episcopale
La genealogia episcopale è:
- Cardinale Scipione Rebiba
- Cardinale Giulio Antonio Santori
- Cardinale Girolamo Bernerio, O.P.
- Arcivescovo Galeazzo Sanvitale
- Cardinale Ludovico Ludovisi
- Cardinale Luigi Caetani
- Cardinale Ulderico Carpegna
- Cardinale Paluzzo Paluzzi Altieri degli Albertoni
- Papa Benedetto XIII
- Papa Benedetto XIV
- Papa Clemente XIII
- Cardinale Marcantonio Colonna
- Cardinale Giacinto Sigismondo Gerdil, B.
- Cardinale Giulio Maria della Somaglia
- Cardinale Carlo Odescalchi, S.I.
- Vescovo Eugène de Mazenod, O.M.I.
- Cardinale Joseph Hippolyte Guibert, O.M.I.
- Cardinale François-Marie-Benjamin Richard de la Vergne
- Vescovo Marie-Prosper-Adolphe de Bonfils
- Cardinale Louis-Ernest Dubois
- Arcivescovo Jean-Arthur Chollet
- Arcivescovo Héctor Raphaël Quilliet
- Vescovo Charles-Albert-Joseph Lecomte
- Cardinale Achille Liénart
- Cardinale Alexandre-Charles-Albert-Joseph Renard
- Vescovo André Rousset
- Arcivescovo Thierry Romain Camille Jordan
- Vescovo Olivier Leborgne